# Белорусский 7-й гусарский полк

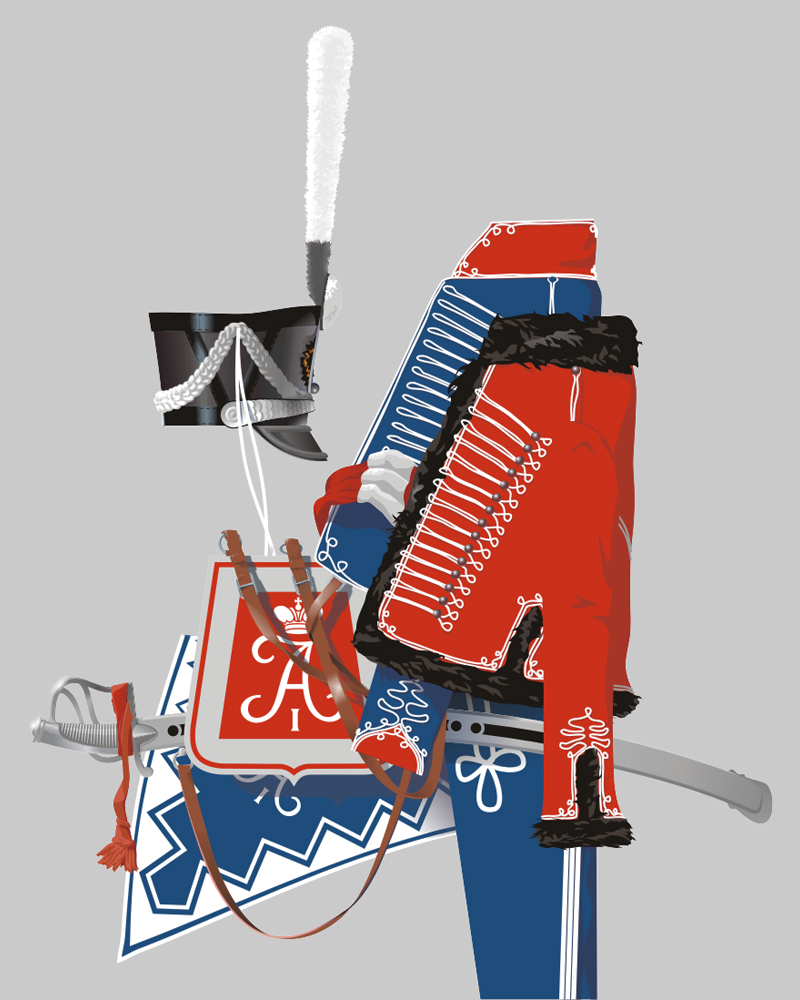
Униформа рядового Белорусского гусарского полка образца 1812 года

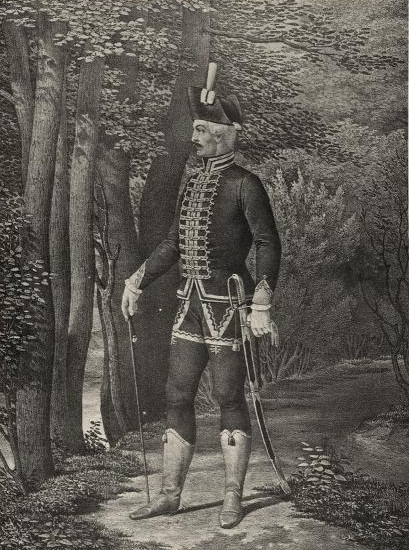
Полковник, то есть командир Белорусского гусарского полка, с 1776 по 1783 год.

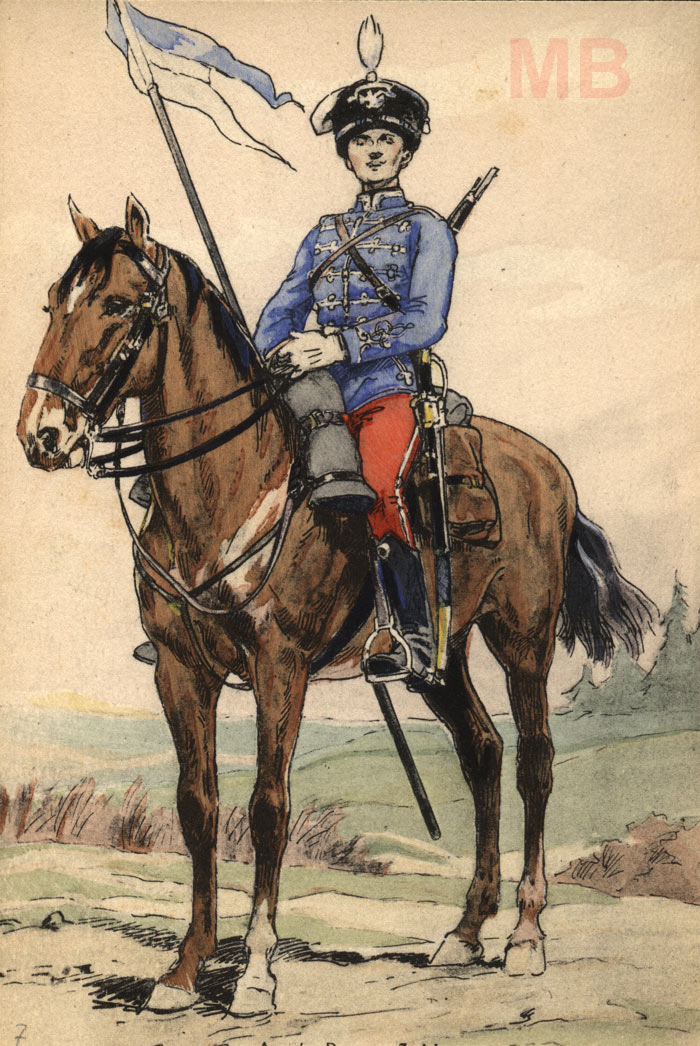
Военная форма одежды 7-го гусарского Белорусского императора Александра I полка к 1913 году.

7-й гусарский Белорусский императора Александра I полк — кавалерийская воинская часть Русской императорской армии, сформированная в 1803 и расформированная в 1918 году.
Образование полка — 16 мая 1803 года, полковой праздник — 30 августа, день святого благоверного князя Александра Невского.

## Места дислокации
- 1820 — г. Орехов Таврической губернии[2]. Полк входил в состав 3-й гусарской дивизии.
- Позже — дислокация в г. Владимир-Волынский Волынская губерния (до февраля 1913 года).

## История полка
16.05.1803 г. — сформирован как Белорусский гусарский полк генерал-майором Голенищевым-Кутузовым в местечке Екатеринополь и в г. Звенигородка из двух эскадронов Ольвиопольского, двух эскадронов Елисаветградского, двух эскадронов Павлоградского и двух эскадронов Александрийского гусарских полков.
17.12.1803 г. — учреждён запасный эскадрон.
6.10.1810 г. — запасный эскадрон упразднён.
1812 г. — состоял во 2-й бригаде 6-й кавалерийской дивизии.
27.12.1812 г. — переформирован в состав 6-ти действующих и 1-го резервного эскадронов и определен в 3-ю гусарскую дивизию.
5.03.1816 г. — пожалован шефством принца Вильгельма Оранского и назван Гусарским Принца Оранского полком.
7.10.1840 г. — в связи с восхождением шефа на трон переименован в Гусарский Его Величества Короля Нидерландского полк.
14.03.1849 г. — в связи со смертью шефа наименован Белорусским гусарским полком.
25.03.1849 г. — пожалован новым шефством и назван Гусарским Генерал-Фельдмаршала Графа Радецкого полком.
17.03.1857 г. — переименован в Белорусский гусарский Генерал-Фельдмаршала Графа Радецкого полк.
29.12.1857 г. — в связи со смертью шефа наименован Белорусским гусарским полком.
1.01.1858 г. — пожалован новым шефством и назван Белорусским гусарским Его Императорского Высочества Великого Князя Михаила Николаевича полком.
25.03.1864 г. — переименован в 7-й гусарский Белорусский Его Императорского Высочества Великого Князя Михаила Николаевича полк.
13.07.1882 г. — переименован в 21-й драгунский Белорусский Его Императорского Высочества Великого Князя Михаила Николаевича полк.
6.12.1907 г. — переименован в 7-й гусарский Белорусский Его Императорского Высочества Великого Князя Михаила Николаевича полк.
30.12.1909 г. — в связи со смертью шефа наименован 7-м гусарским Белорусским полком.
26.08.1912 г. — переименован в 7-й гусарский Белорусский Императора Александра I полк.
В 1907 году доломан был светло-синий.
В ходе Первой мировой войны в 1914 - 1916 гг. полком и его подразделениями было реализовано несколько эффективных конных атак.
1918 г. — расформирован.
В послереволюционную смуту штандарт 7-го гусарского Белорусского полка был спасен женой бывшего офицера этого полка г-жой Кальмейер, которая передала затем его (в бытность в Болгарии ?) последнему командиру полка генералу Зубову.

## Боевые походы
1806—1812 гг. — участвовал в русско-турецкой войне: в сражениях при Бухаресте, Турбате, Журже, Измаиле.
1812 г. — действующие эскадроны полка находились в 3-м корпусе генерала А. Л. Воинова (Дунайская армия). Запасные эскадроны определены на формирование 12-й кавалерийской дивизии, но поступили в 3-ю Западную армию. Резервные эскадроны формировались в Новомиргородском рекрутском депо и были определены на формирование 16-й кавалерийской дивизии. При преследовании отступавшего неприятеля полк в составе 8 эскадронов (971 человек) участвовал в деле при Любомле, затем находился в корпусе генерала А. Ф. Ланжерона, был в боях при р. Березина и при взятии Вильно.
1813 г. — был в сражениях при Калише, Лютцене и Бауцене, затем находился в составе Силезской армии, сражался при Лейпциге.
14.08.1813 г. — отличился в сражении при Кацбахе.
1814 г. — был в сражениях при Бриенн-ле-Шато, Ла-Ротьере, Монмирале, Краоне, Лаоне и Фер-Шампенуазе.

## Форма 1914 года
Общегусарский. Доломан, тулья, клапан - пальто, шинели - светло-синий, шлык, околыш, погоны, варварки, выпушка - белый, металлический прибор - серебряный.

### Флюгер
Цвета: Верх - белый, полоса - белый, низ - светло-синий.

## Знаки различия

### Oфицеры
| Описание                    | Знаки различия по состоянию на 1908-1917 гг. | Знаки различия по состоянию на 1908-1917 гг. | Знаки различия по состоянию на 1908-1917 гг. | Знаки различия по состоянию на 1908-1917 гг. | Знаки различия по состоянию на 1908-1917 гг. | Знаки различия по состоянию на 1908-1917 гг. |
| --------------------------- | -------------------------------------------- | -------------------------------------------- | -------------------------------------------- | -------------------------------------------- | -------------------------------------------- | -------------------------------------------- |
| Шнуры наплечные на доломане |                                              |                                              |                                              |                                              |                                              |                                              |
| Чин / звание                | Полковник                                    | Подполко́вник                                 | Ротмистр                                     | Штабс-ротмистр                               | Пору́чик                                      | Корнет                                       |
| Группа                      | Штаб-офицеры                                 | Штаб-офицеры                                 | Обер-офицеры                                 | Обер-офицеры                                 | Обер-офицеры                                 | Обер-офицеры                                 |

### Унтер-офицер и  Рядовые

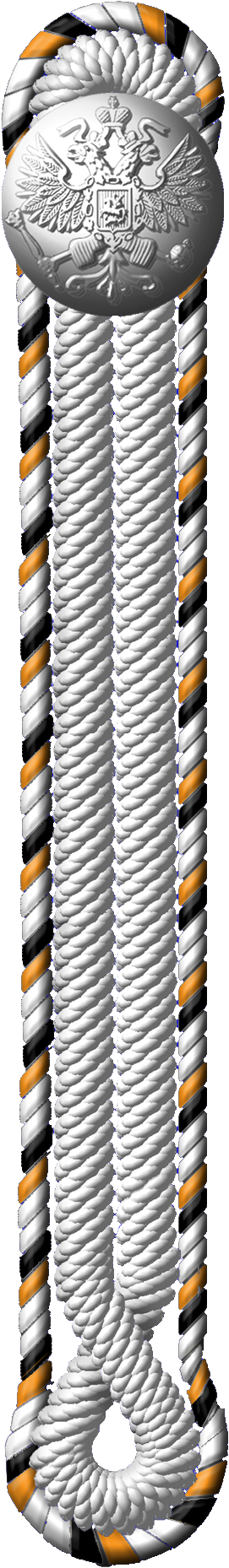
Гусар на правах вольно- определяющегося (1908—1917 гг.)

| Описание                    | Знаки различия по состоянию на 1908-1917 г. | Знаки различия по состоянию на 1908-1917 г. | Знаки различия по состоянию на 1908-1917 г. | Знаки различия по состоянию на 1908-1917 г. | Знаки различия по состоянию на 1908-1917 г. | Знаки различия по состоянию на 1908-1917 г. |
| --------------------------- | ------------------------------------------- | ------------------------------------------- | ------------------------------------------- | ------------------------------------------- | ------------------------------------------- | ------------------------------------------- |
| Шнуры наплечные на доломане |                                             |                                             |                                             |                                             |                                             |                                             |
| Воинское звание             | Подпрапорщик                                | Вахмистр                                    | Старший Унтер-офицер                        | Младший Унтер-офицер                        | Ефрейтор                                    | Гусар                                       |
| Группа                      | Унтер-офицеры                               | Унтер-офицеры                               | Унтер-офицеры                               | Унтер-офицеры                               | Рядовые                                     | Рядовые                                     |

Другoй погон
- Гусар на правах 
вольно- 
определяющегося
(1908—1917 гг.)

## Шефы и командиры

### Шефы
Шефы (почётные командиры):
- 16.05.1803 — 09.12.1807 — генерал-майор Голенищев-Кутузов, Павел Васильевич
- 12.12.1807 — 16.04.1809[4] — генерал-майор Ставицкий, Яков Фёдорович
- 16.04.1809 — 17.01.1811 — генерал-майор Кульнев, Яков Петрович
- 17.01.1811 — 23.02.1814[5] — генерал-майор (с 15.09.1813 генерал-лейтенант) Ланской, Сергей Николаевич
- 06.05.1814 — 01.09.1814 — генерал-майор Мезенцев, Михаил Иванович
- 05.03.1816 — 14.03.1849 — Король Нидерландский Виллем II
- 25.03.1849 — 29.12.1857 — российский генерал-фельдмаршал австрийской службы граф Радецкий, Йозеф
- 01.01.1858 — 30.12.1909 — великий князь Михаил Николаевич

### Командиры
- 21.09.1803 — 15.04.1804 — полковник Климовский, Николай Васильевич
- 30.06.1804 — 12.12.1807 — полковник Ставицкий Яков Фёдорович
- 30.08.1808 — 05.03.1812 — полковник Ставрович, Степан Иванович
- 12.06.1812 — 01.06.1815 — подполковник Данилович, Иван Кузьмич
- 01.06.1815 — 20.12.1816 — полковник Ольшевский, Осип Данилович
- 20.12.1816 — 19.09.1822[6] — подполковник (с 20.09.1817 полковник) Поздеев
- 19.09.1822 — 26.04.1827 — полковник фон ден Бринкен
- 1827 — полковник Сухозанет, Николай Онуфриевич
- 27.04.1827 — 11.07.1831 — флигель-адъютант полковник (с 25.06.1831 генерал-майор) Плаутин, Николай Фёдорович
- 28.01.1832 — 10.09.1835 — полковник Дубельт, Пётр Васильевич
- 10.09.1835 — 24.01.1839[7] — полковник граф Орурк, Владимир Егорович
- 24.01.1839 — 22.12.1843 — полковник (с 08.09.1843 генерал-майор) Осоргин, Николай Саввич
- 22.12.1843 — 15.01.1852 — полковник (с 29.10.1849 генерал-майор) Чулков, Николай Петрович
- 15.01.1852 — 22.01.1857 — флигель-адъютант полковник (с 26.08.1856 генерал-майор Свиты Е. И. В.) Дубельт, Николай Леонтьевич
- 22.01.1857 — 06.12.1864 — полковник Траубенберг, Александр Александрович
- 06.12.1864 — хх.хх.1866 — полковник Марковский, Кирилл Григорьевич
- хх.хх.1866 — 10.01.1870 — полковник Тухачевский, Михаил Александрович
- 10.01.1870 — 27.07.1875 — полковник Косич, Андрей Иванович
- 27.07.1875 — 28.03.1879 — полковник фон дер Лауниц, Михаил Васильевич
- 07.04.1879 — 20.12.1881 — полковник Главацкий, Николай Фёдорович
- 20.12.1881 — 07.01.1892 — полковник Зандер, Оскар Яковлевич
- 11.01.1892 — 14.03.1895 — полковник Чичагов Михаил Михайлович
- 14.03.1895 — 19.05.1898 — полковник Голощапов, Владимир Николаевич
- 19.05.1898 — 19.12.1901 — полковник Здроевский, Михаил Юльянович
- 23.01.1902 — 07.09.1905[8] — полковник Булатов, Александр Сельвестрович
- 01.10.1905 — 04.09.1907 — полковник фон Вольф, Константин Маврикиевич
- 08.12.1907 — 19.08.1909 — полковник Миллер, Евгений Карлович
- 21.09.1909 — 09.10.1911 — полковник Саргани, Константин Константинович
- 12.10.1911 — 04.03.1915 — полковник (с 22.01.1915 генерал-майор) Суковкин, Пётр Иосафович
- 07.03.1915 — 30.10.1916 — полковник Одноглазков, Георгий Фёдорович
- 30.10.1916 — 21.06.1917 — полковник (с 22.03.1917 генерал-майор) Серебренников, Николай Павлович
- 24.06.1917 — 30.07.1917 — полковник Вольский, Владимир Николаевич
- 30.07.1917 — после 19.09.1917 — полковник Зубов, Георгий Николаевич

## Знаки отличия
- 15.09.1813 г. — за действия при Кацбахе полку пожалованы знаки на кивера с надписью «За отличие 14 августа 1813 года».
- 3.05.1814 г. — полк награждён 22 серебр. трубами с надписью «Белорусскому гусарскому за отличное мужество и храбрость в достопамятную кампанию 1814 г.».
- 22 георгиевские трубы за отличие в турецкую войну 1829 г.
- Георгиевский штандарт за отличие в турецкую войну 1877 и 1878 гг.

## Георгиевские кавалеры

### 3-я степень
- Голенищев-Кутузов, Павел Васильевич — генерал-майор, шеф Белорусского гусарского полка — 05.08.1807 — «В воздаяние отличного мужества и храбрости, оказанных 12-го июня в сражении при отбитии турецких войск из крепости Измаила, где командовал пятью эскадронами гусар и, увидя усилившегося неприятеля, угрожавшего вновь овладеть шанцами, под ядрами и картечными выстрелами сбил онаго».

### 4-я степень
- Попов, Николай Иванович
- Зубов, Георгий Николаевич